# Fachwerkhaus Dorfstraße 62 Prieschka
Das Fachwerkhaus in der Dorfstraße 62 ist ein Baudenkmal, das sich im Bad Liebenwerdaer Ortsteil Prieschka im südbrandenburgischen Landkreis Elbe-Elster befindet.
Das Wohnhaus wird inschriftlich auf das Jahr 1827 datiert. Bei dem Haus handelt es sich um ein zweigeschossiges Fachwerkgebäude mit Satteldach. Das Gebäude ist unweit des alten Dorfangers und dem einstigen Standort der Wassermühle Prieschka zu finden. In Sichtweite befindet sich mit dem Glocken ein weiteres Baudenkmal. Das Fachwerkgebäude befindet sich heute in Privatbesitz.